# 许欢子
许欢子（1925年—），原名许嘉楣，女，浙江绍兴（一作北京）人，中国广播剧、电视剧导演，中国电视剧制作中心一级导演。